# آلمان تحت اشغال متفقین
نیروهای متفقین که رایش بزرگ آلمان را در جنگ جهانی دوم شکست دادند، پس از پایان جنگ، کشور را به طور کامل اشغال کردند. مناطق شرقی مرز اودر-نایسه، ضمیمه شوروی و لهستان شدند و آلمان از غرب مرز اودر-نایسه به چهار منطقه اشغال شده به منظور استفاده‌های اداری در مدت ۱۹۴۵ تا ۱۹۴۹ تقسیم شد.

## تاریخچه
پس از فروپاشی و شکست آلمان نازی در جنگ جهانی دوم، متفقین پیروز، اقتدار و حاکمیت مشترک خود را بر آلمان به عنوان یک کل، که در مجموع به عنوان آلمان اشغال شده توسط متفقین شناخته می‌شود، اعلام کردند، که به عنوان تمام قلمروهای رایش آلمان سابق در غرب اودر-نایسه (مرز اودر-نایسه)، با اعلام نابودی آلمان نازی در مرگ (آدولف هیتلر اعلامیه برلین ۱۹۴۵) بر آن حاکم خواهند بود. چهار قدرت، «آلمان را به عنوان یک کل» به چهار منطقه اشغالی برای اهداف اداری تحت سه متحد غربی (ایالات متحده، بریتانیا، فرانسه) و اتحاد جماهیر شوروی تقسیم کردند. این تقسیم‌بندی در کنفرانس پوتسدام اوت ۱۹۴۵ به تصویب رسید. در خصوص این چهار منطقه، ایالات متحده، بریتانیا و اتحاد جماهیر شوروی در کنفرانس یالتا در فوریه ۱۹۴۵ به توافق رسیدند و تقسیم قبلی به سه منطقه (به استثنای فرانسه) پیشنهاد شده توسط پروتکل لندن در سپتامبر ۱۹۴۴ را کنار گذاشتند.
تمام مناطقی که قبل از جنگ توسط آلمان از اتریش و چکسلواکی ضمیمه شده بود به این کشورها بازگردانده شد. قلمرو ممل (منطقه کلاپیدا) که قبل از جنگ توسط آلمان از لیتوانی اشغال شده بود، در سال ۱۹۴۵ توسط اتحاد جماهیر شوروی بازپس گرفته شد و به جمهوری شوروی سوسیالیستی لیتوانی منتقل شد. تمامی مناطقی که در طول جنگ توسط آلمان اشغال شده بودند از بلژیک، فرانسه، ایتالیا، لوکزامبورگ، لهستان و یوگسلاوی به کشورهای مربوطه بازگردانده شدند.
با انحراف از مناطق اشغالی برنامه‌ریزی شده بر اساس پروتکل لندن در سال ۱۹۴۴ در پوتسدام، ایالات متحده، بریتانیا و اتحاد جماهیر شوروی جدا شدن آلمان از سرزمین‌های شرق خط اودر-نایس را با خط دقیق مرز تصویب کردند. در یک معاهده صلح نهایی آلمان تعیین شد. انتظار می‌رفت این معاهده تغییر مرزهای لهستان را به سمت غرب تأیید کند، زیرا بریتانیا و ایالات متحده متعهد شدند از الحاق دائم آلمان شرقی به لهستان و اتحاد جماهیر شوروی حمایت کنند. از مارس ۱۹۴۵ تا ژوئیه ۱۹۴۵، این مناطق شرقی سابق آلمان زیر نظر مقامات اشغالگر نظامی شوروی اداره می‌شد، اما پس از کنفرانس پوتسدام آنها به دولت‌های غیرنظامی شوروی و لهستان واگذار شد و دیگر بخشی از آلمان تحت اشغال متفقین را تشکیل نمی‌دادند.
در هفته‌های پایانی نبرد در اروپا، نیروهای ایالات متحده از مرزهای توافق شده برای مناطق اشغالی آینده فراتر رفتند، در برخی نقاط تا ۲۰۰ مایل (۳۲۰ کیلومتر). به اصطلاح خط تماس بین نیروهای شوروی و ایالات متحده در پایان خصومت‌ها، که عمدتاً در شرق مرز داخلی آلمان در ژوئیه ۱۹۴۵ ایجاد شده بود، موقتی بود. نیروهای ایالات متحده که مناطقی را که به شوروی اختصاص داده شده بود را در اختیار خود نگه داشته بودند را پس از دو ماه در اولین روزهای ژوئیه ۱۹۴۵ پس داده و عقب‌نشینی کردند. برخی به این نتیجه رسیده‌اند که این اقدامی حیاتی بود که اتحاد جماهیر شوروی را متقاعد کرد که به نیروهای آمریکایی، بریتانیایی و فرانسوی اجازه ورود به بخش‌های تعیین شده خود در برلین را بدهد، که تقریباً در همان زمان اتفاق افتاد، اگرچه ممکن است نیاز به جمع‌آوری اطلاعات (عملیات گیره کاغذ) نیز یکی از عوامل این اتفاق بوده باشد. در سال ۱۹۴۹ دو ایالت آلمان شرقی و غربی پدید آمدند.